# Liste der Studentenverbindungen in Erfurt
Die Liste der Studentenverbindungen in Erfurt verzeichnet die aktiven, suspendierten und erloschenen Studentenverbindungen in Erfurt, welche unterschiedlichen Korporationsverbänden angehören oder verbandsfrei sind. Derzeit sind 2 aktive und 2 suspendierte Studentenverbindungen an der Universität Erfurt, der Fachhochschule Erfurt, der IU Internationale Hochschule und der HMU Health and Medical University ansässig.
Erfurt ist einer der ältesten Universitätsstandorte Deutschlands. An der 1994 wiedergegründeten Universität Erfurt studieren rund 6.000 Studenten. Zudem gibt es drei weitere Hochschulen. Zur Zeit der DDR existierten die Pädagogische Hochschule Erfurt und die Medizinische Akademie Erfurt. Das Verbindungswesen war in der DDR offiziell verboten, dennoch gab es heimliche korporative Zusammenschlüsse, so auch in Erfurt.

## Aktive Verbindungen
Die Sortierung erfolgt nach dem Gründungsdatum.
|  |
|  |
|  |
|  |
|  |

|  |
|  |
|  |
|  |
|  |

## Suspendierte und erloschene Verbindungen
Die Sortierung erfolgt nach dem Gründungsdatum.
|  |
|  |
|  |

|  |
|  |
|  |

|  |
|  |
|  |
|  |
|  |

|  |
|  |
|  |
|  |
|  |